# جامعة فانكوفر ايلاند
جامعة فانكوفر ايلاند هي جامعة عامة في كندا تأسست عام 1969. تقع في مدن نانيامو إي، باركسفيل، بويل ريفر.

## إحصائيات
يبلغ عدد طلاب الجامعة 19,780 طالب.